# بادالگدا
بادالگدا (به لاتین: Badalgeda) یک منطقهٔ مسکونی در سری‌لانکا است که در استان جنوبی (سری‌لانکا) واقع شده‌است.